# Ehren McGhehey
Ehren McGhehey, född den 29 november år 1976 i McMinnville, Oregon, är en stuntman från tv-serien Jackass, där han även kallas för ”Danger Ehren”.
Många medlemmar i Jackass tycker att smeknamnet ”Danger Ehren” inte alls stämmer p.g.a. att han i nästan alla lägen använder hjälm och andra skydd, och även säger ”safety first” i många lägen.